# Pas les mères
Pas les mères (titre original en basque : (eu) Amek ez dute) est un roman de l'écrivaine Katixa Agirre, publié en basque en 2018 par les éditions Elkar, et depuis traduit dans plusieurs langues. 

## Présentation
L'œuvre se présente comme un roman sur la dépression périnatale. 
Dans sa réflexion sur la relation entre créativité et maternité, le livre fait également référence à d'autres autrices, telles que Sylvia Plath et Doris Lessing.
Après un fait divers terrible d'une mère française,  le livre évoque plus généralement l'épreuve que peuvent subir certaines jeunes mères à la naissance de leur premier enfant.

## Adaptation
En 2024, le livre est librement adapté au cinéma par la réalisatrice Mar Coll, sous le titre Salve Maria, du prénom de la protagoniste de l'œuvre, avec la jeune actrice Laura Weissmahr, plusieurs fois récompensée pour ce rôle.